# Отчуждение (филм)
Отчуждение е български игрален филм от 2013 година на режисьора Милко Лазаров. Филмът участва на филмовия фестивал във Венеция през 2013 година където печели наградата „Европа синемас лейбъл“ и награда за най-добър режисьор от Федерацията на европейските критици и критиците от Средиземноморския регион.

## Сюжет
Главния герой във филма е 50-годишен грък, който живее с жена си и болната си майка. Филмът разглежда как той закупува бебе от България за 10 000 евро. За да остане незабелязан той закарва родилката, нейния брат и българска акушерка в отдалечена къща в планината, където да се роди бебето.

## Актьорски състав
- Христос Стергиоглу
- Мариана Жикич
- Ованес Торосян
- Неда Искренова
- Ива Огнянова
- Китодар Тодоров

## Награди
- Награда „КСБ БЪЛГАРИЯ“ за най-добър български игрален филм на 17 СФФ, (София, 2013).
- Специален диплом „ЕUROPA CINEMAS LABEL“, Седмица на кинорежисьорите, (Венеция, Италия, 2013).
- Награда за най-добър режисьор на дебютен филм от FEDEOKA, Седмица на кинорежисьорите, (Венеция, Италия, 2013).
- Наградата за първи-втори филм, (Варшава, Полша, 2013).
- Награда за операторско майсторство от фестивала „Златна роза“ (Варна, 2014) – Калоян Божилов.[1]